# ورزشگاه گستون ژرار
ورزشگاه گستون ژرار (فرانسوی: Stade Gaston Gérard‎) یک ورزشگاه فوتبال و دو و میدانی در دیژون، فرانسه است.
این ورزشگاه که در سال ۱۹۳۴ تأسیس شده دارای ۱۵٬۹۹۵ نفر ظرفیت است و ورزشگاه خانگی باشگاه فوتبال دیژون محسوب می‌شود.

## نگارخانه

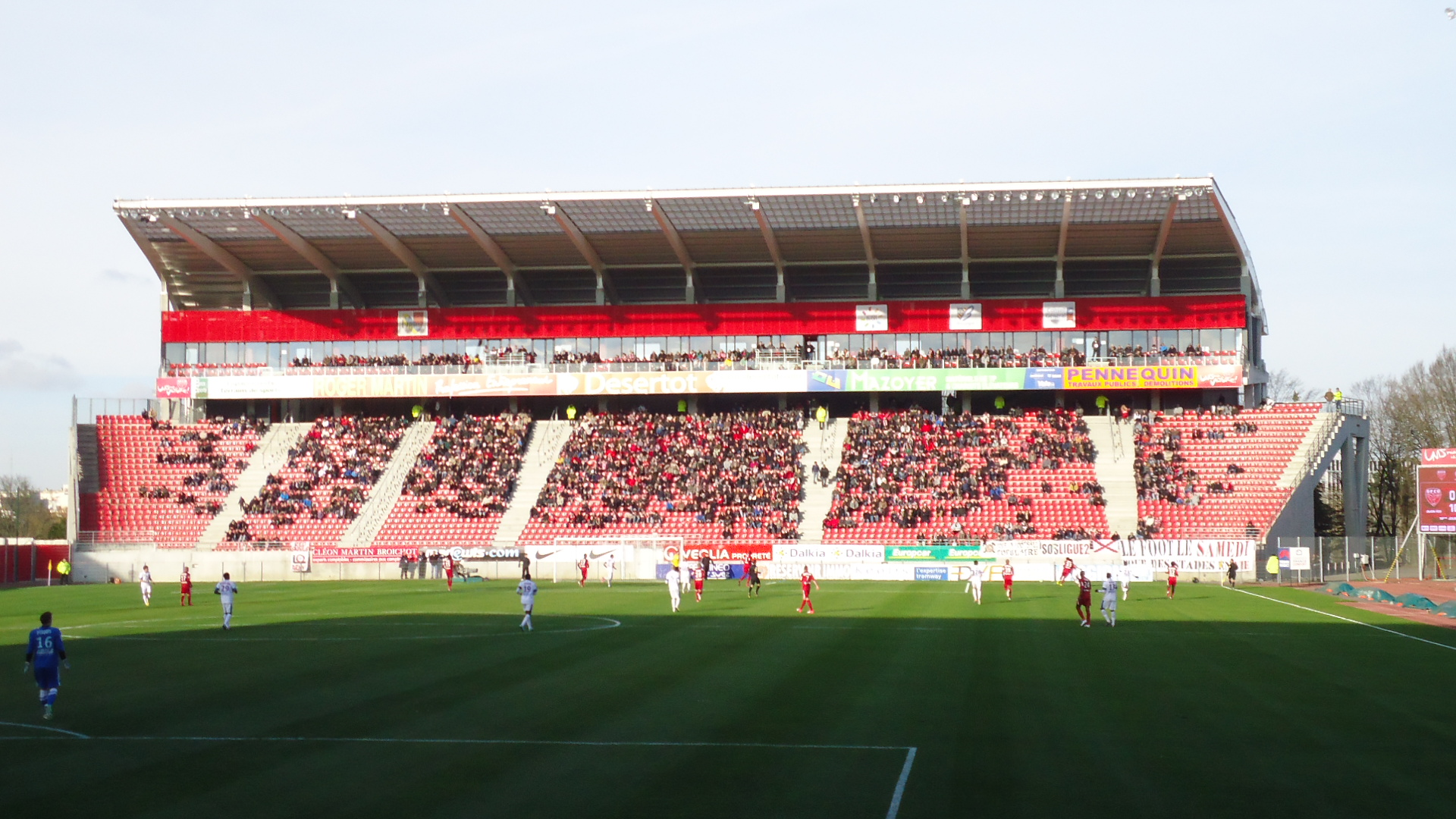
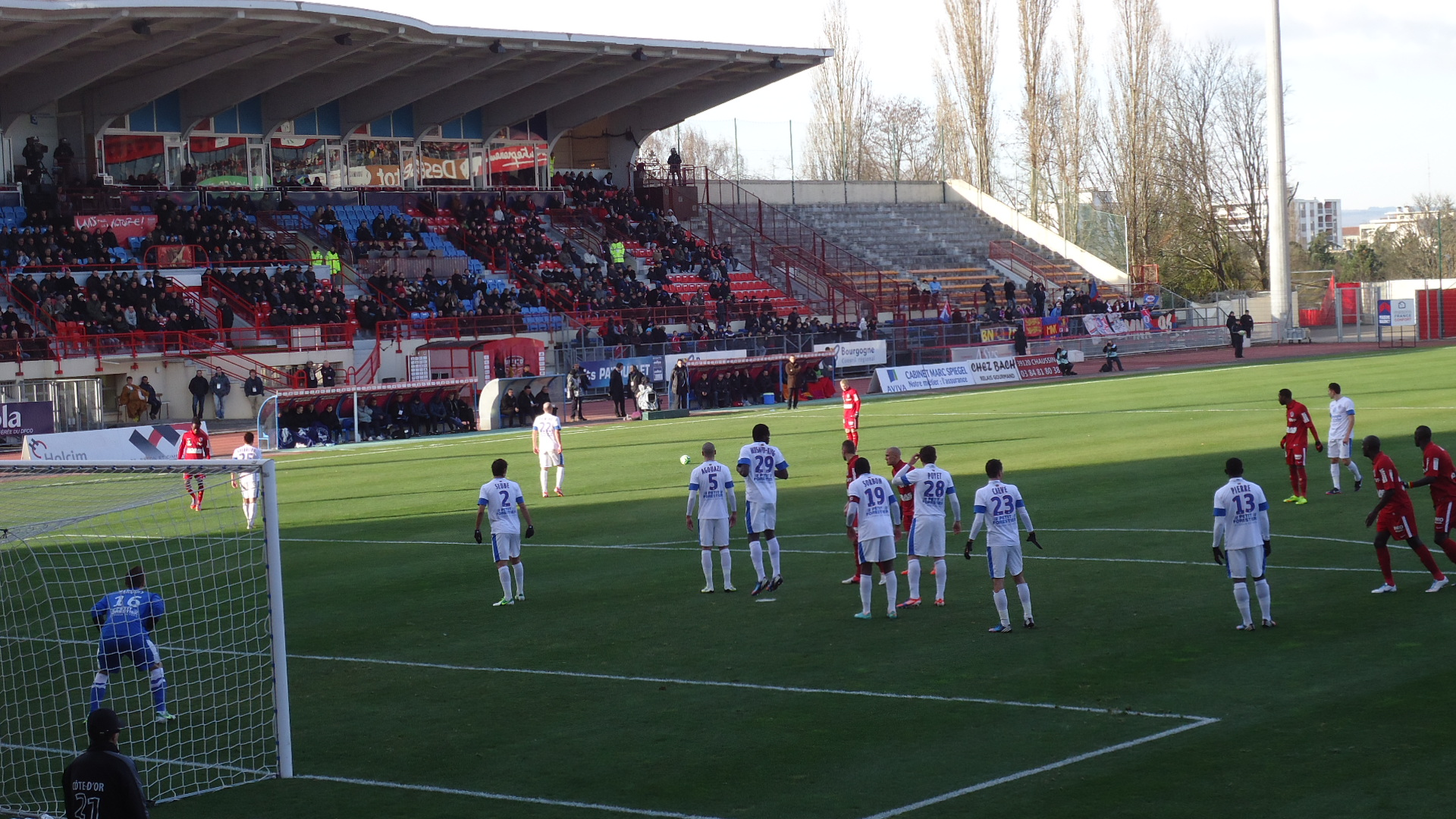
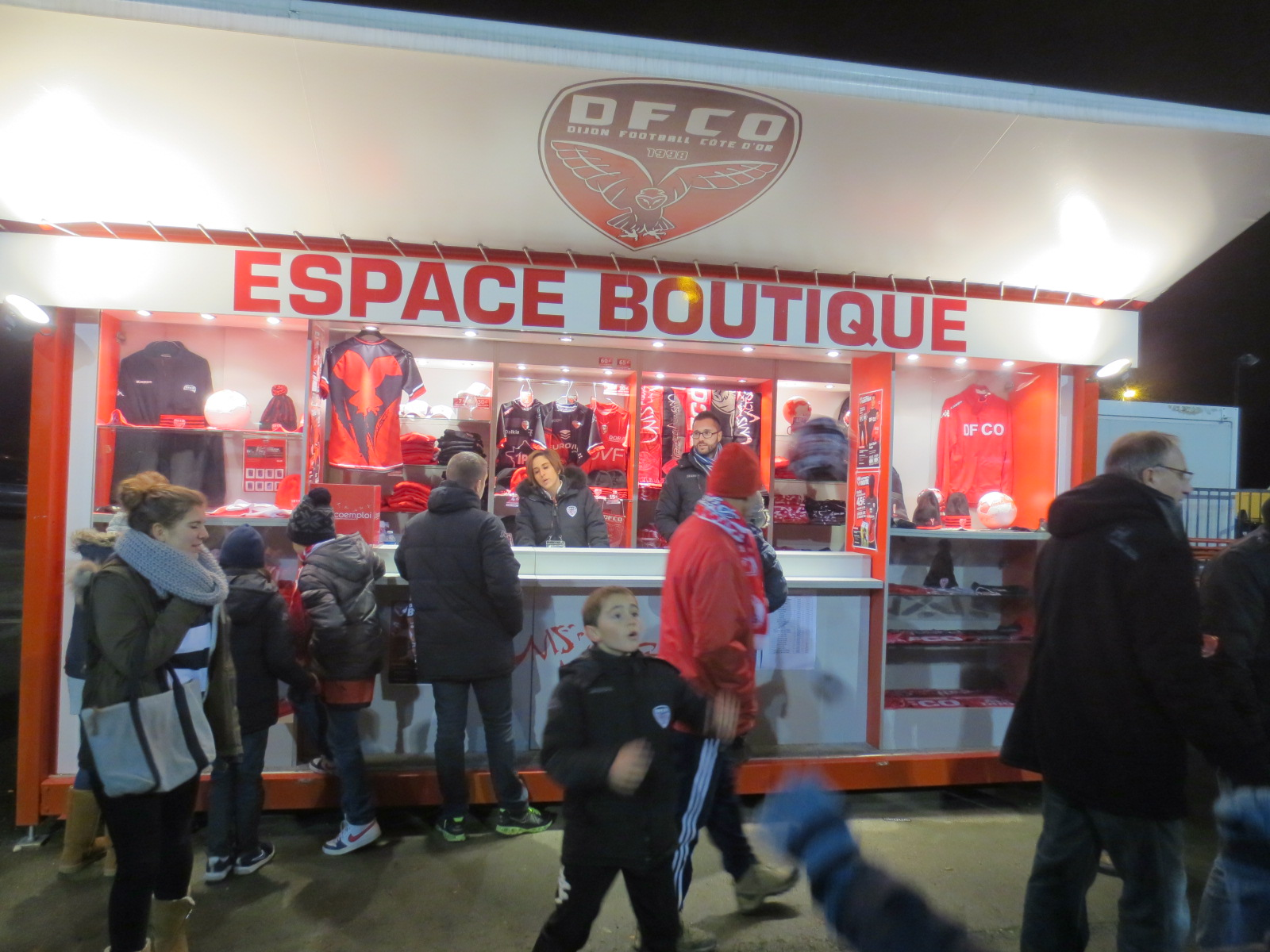